# Johann Albrecht Bengel
Johann Albrecht Bengel, född 24 juni 1687 i Winnenden i Württemberg, död 2 november 1752, var en schwabisk teolog, far till Ernst Bengel, farfar till Ernst Gottlieb Bengel.

## Biografi
Han studerade filologi, filosofi och teologi i Stuttgart och Tübingen, och blev 1713 anställd som överlärare och predikant vid det för teologisk utbildning grundade seminariet i klostret Denkendorf i Denkendorf i Esslingen. Där fortsatte han med iver sina vid universitetet påbörjade studier i den heliga skrift, vilken han framförallt betraktade ur frälsningshistorisk synpunkt eller såsom från början till slut innehållande ett Guds rikes utvecklingshistoria. Särskild omsorg ägnade Bengel åt en kritisk granskning av Nya testamentets grundtext, han gjorde noggranna och sorgfälliga undersökningar av de gamla handskrifterna, med dess olika läsarter, för att på denna väg kunna så mycket som möjligt återställa den nytestamentliga texten i dess ursprungliga renhet. Resultatet av hans forskningar på detta område blev den 1734 utgivna upplagan av Nya testamentet på grundspråket, jämte dess viktiga bihang Apparatus criticus vari han utförligt framlade sina bibelkritiska grundsatser såväl som sina åsikter om de särskilda handskrifternas och läsarternas olika värde sinsemellan. Bland alla bibelböckerna var det i synnerhet Uppenbarelseboken, som Bengel kände sig dragen till, och redan år 1734 offentliggjorde han ett utkast till förklaring av densamma, denna förklaring följdes 1740 av hans Erklärte Offenbarung S:t Johannis och 1741 av Ordo temporum per periodos oeconomiæ divinæ deductus. Sex år senare utgav Bengel Sechzig erbauliche Reden über Die Offenbarung S:t Johannis. Såväl i dessa som i andra vid denna tid utgivna arbeten sysselsatte han sig mycket med kronologiska beräkningar av tiden för Kristi återkomst och det tusenåriga rikets början, vilka katastrofer enligt hans uträkningar skulle inträffa sommaren 1836. 
År 1741 befordrades Bengel till prost i Herbrechtingen (nära Heidenheim an der Brenz, det var där som han efter mer än tjugo års förarbeten lade sista handen vid det epokgörande arbetet Gnomon Novi testamenti, vilken med hänsyn till den nytestamentliga textens rätta ordförstånd och uppfattning ännu idag är synnerligen användbart. 1749 blev han konsistorialråd i Alpirsbach. Under de senare åren av sin levnad blev den i sig själv ytterst anspråkslöse Bengel föremål för flera utmärkelser och kallades slutligen att som konsistorialråd i Stuttgart överta ledningen för den württembergska kyrkan. Bengels sista arbete var en ordagrann tysk översättning av Nya testamentet med korta anmärkningar och böner. Bengel öppnar raden av den württembergska skolans teologer, hos vilka en av pietismen befruktad, men från dess ensidigheter frigjord bibel-teologisk och realistisk riktning gjorde sig gällande, och han är denna skolas mest betydande målsman. Utom honom räknas dit sådana män som Christian August Crusius, Magnus Friedrich Roos, Friedrich Christoph Oetinger med flera. I likhet med Bengel gick nämligen alla dessa omedelbart till den heliga skrift, utan att axiomatiskt förutsätta skriftlärans och kyrkolärans identitet, om de också även på denna väg kom till ett med kyrkoläran i allt huvudsakligen överensstämmande resultat.